# (464019) 2014 WJ123
(464019) 2014 WJ123 es un asteroide perteneciente al cinturón de asteroides, descubierto el 25 de agosto de 2004 por el equipo Spacewatch desde el Observatorio Nacional de Kitt Peak (Arizona, Estados Unidos).